# Hotell Mollberg
Hotell Mollberg, officiellt Elite Hotel Mollberg, i folkmun kallat "Mollbergs", är ett hotell vid Stortorget i Helsingborg som möjligtvis är Sveriges äldsta. Enligt vissa bedömningar är det troligt att det har legat ett gästgiveri på platsen ända sedan 1300-talet och alla ägare sedan 1639 är kända vid namn. Hotellet blev också ett av de första egentliga hotellen i Sverige efter att det gamla gästgiveriet köptes av styrmannen Peter Mollberg 1802 som efter en större ombyggnad och modernisering till verkligt hotell 1814 döpte om verksamheten till Hotel d'Mollberg. Det är det äldsta ännu kvarvarande hotellet av de första hotellen i Sverige. Den nuvarande huvudbyggnaden uppfördes i två etapper där den västra delen uppfördes 1884 och den östra delen 1905.
Kaffemärket Zoégas mörkrostade blandning, vid namn Mollbergs blandning, har fått sitt namn efter hotellet då den skapades på begäran av den dåvarande krögaren på hotellet, Frans August Nelson, 1903.

## Hotellverksamheten
Sedan 1990 drivs hotellet av Elite Hotels och dess fullständiga namn är numera Elite Hotel Mollberg. Hotellet består av 131 rum, konferenslokaler, bastu, pub, café samt en restaurang som även den kan räknas som en av Sveriges äldsta då det alltid funnits en restaurang i anknytning till hotellet. Restauranglokalerna har tidigare gått under namnet Mollbergs matsalar och lokalerna utnyttjades mellan 2009 och 2018 av Elite Hotels restaurangkoncept Café le fil du Rasoir. Efter att restaurangen varit stängd i tre månader för renovering, återinvigdes den 2018 under namnet At Mollbergs. Renoveringen gestaltades av Okidoki arkitekter. I byggnaden ligger även hotellkedjans engelskinspirerade pubkedja, Bishops Arms. Under 2018 omsatte hotellet 64 miljoner kronor och hade 52 anställda.
Fram till november 2011 ägdes byggnaden som hyser hotellet av Wihlborgs Fastigheter, men köptes då av Elite Hotels för 97,5 miljoner kronor. Totalt omfattar byggnaden cirka 8 000 kvadratmeter, varav 7 600 kvadratmeter nyttjas av hotellet. Resterande yta utgörs av butikslokaler, vars hyresgäster Elite Hotels tar över. Elite Hotels ägare, Bicky Chakraborty, angav 2011 att hotellkedjan ämnade investera 30 miljoner kronor ytterligare i fastigheten. Mellan 2013 och 2015 genomfördes en helrenovering av 100 av hotellets rum, samtidigt som den lägre längan i sydost mot Sankta Maria kyrka påbyggdes med två våningar och vindsvåningen inreddes med 25 nya rum. År 2015 invigdes det italienska café- och restaurangkonceptet Paolo's i klädbutiken Bristols tidigare lokaler.

## Arkitektur

### Huvudbyggnaden

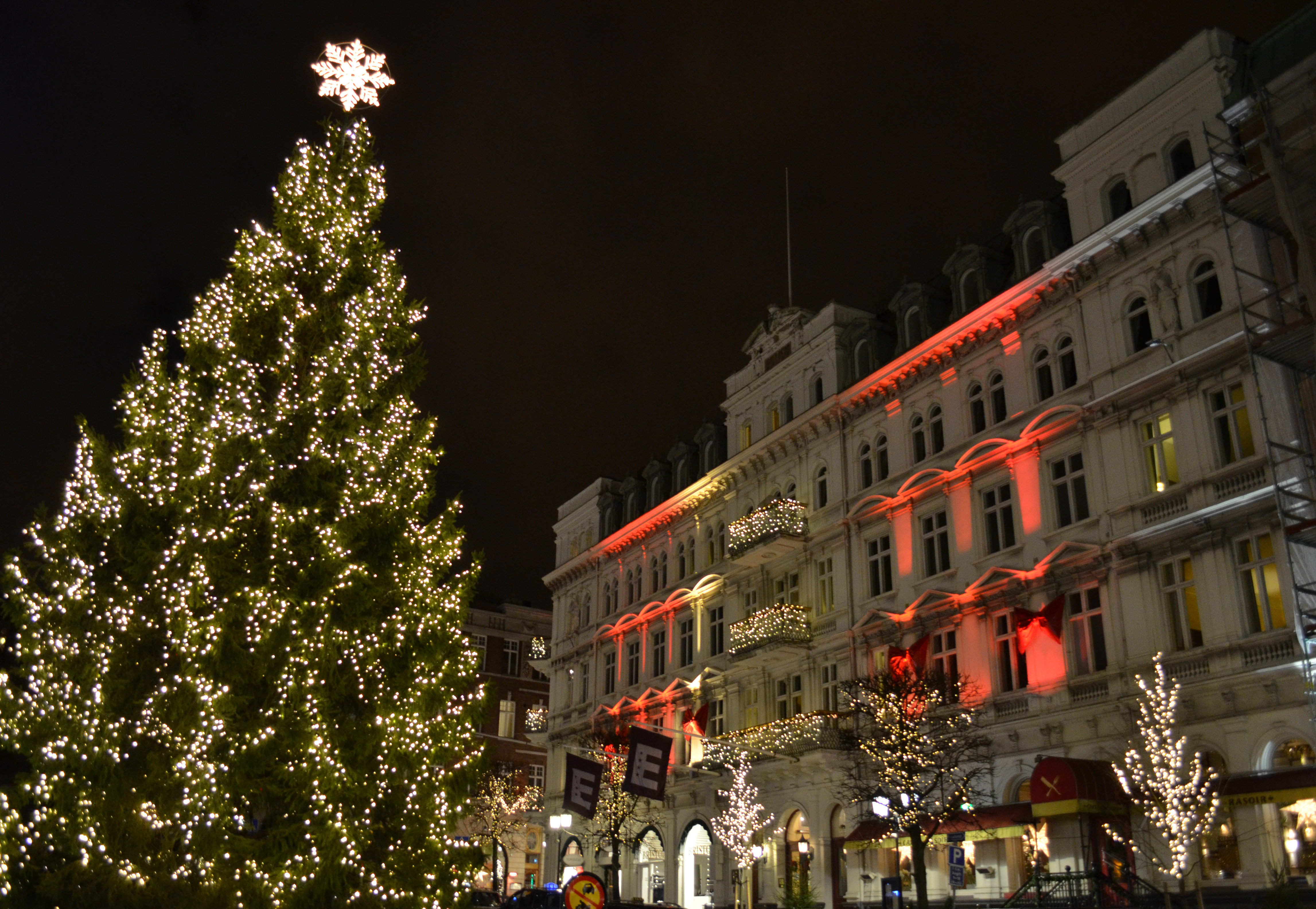
Hotell Mollberg julen 2012.

Byggnaden är belägen med sin huvudfasad i norr, mot Stortorget, men fastigheten löper genom kvarteret med byggnadsdelar även mot Norra Kyrkogatan. Mot Stortorget är byggnaden uppförd åren 1884 och 1902 i nyklassicistisk stil med renässansinspiration i fyra våningar med mansardvåning. Fasaden i ljus puts med en rik putsdekor med basrelief. Byggnadens mittaxel och hörn markeras genom risaliter krönta av attikavåningar. Mittaxeln är något asymmetrisk, där den västra flygeln är i fyra fönsters bredd mellan mittrisaliten och den västra risaliten, medan den östra flygeln är i fem fönsters bredd till den östra risaliten.
I sockelvåningen finns stora rundbågiga fönstervalv med pilastrar mellan sig och putsen har här en svagt sandfärgad ton. Huvudentrén är markerad av två halvkolonner. Över entrén ligger balkonger i tre våningar. Andra våningen består av korspostfönster accentuerade av pilastrar på båda sidor och triangulära överstycken, samt balustrader under. Tredje våningens fönster är något mindre och utan balustrad, utom de i risaliterna, och pilastrar och med rundade överstycken. Den översta våningen består av par av mindre valvbågiga fönster separerade av små halvkolonner i jonisk stil. 
Mellan fönsterparen står relativt breda pilastrar i dorisk stil. Hörnrisaliterna har något annat utförande och består av två bredare rundbågiga fönster med i nischer inplacerade skulpturer. Mansardvåningen består av kopparklätt tak med ornamenterade takkupor i koppar. Fyravåningsdelen sträcker sig en aning in på Södra Storgatan där den sedan byts ut mot två byggnader i vit puts från 1861 till 1862: en tvåvåningsbyggnad med mycket enklare ornamentik, och i hörnet mellan Södra Storgatan och Norra Kyrkogatan, en trevåningsbyggnad. Längst i sydost i fastigheten ligger en byggnad i brunt sprutputs i tre våningar med takvåning.

### Bildgalleri

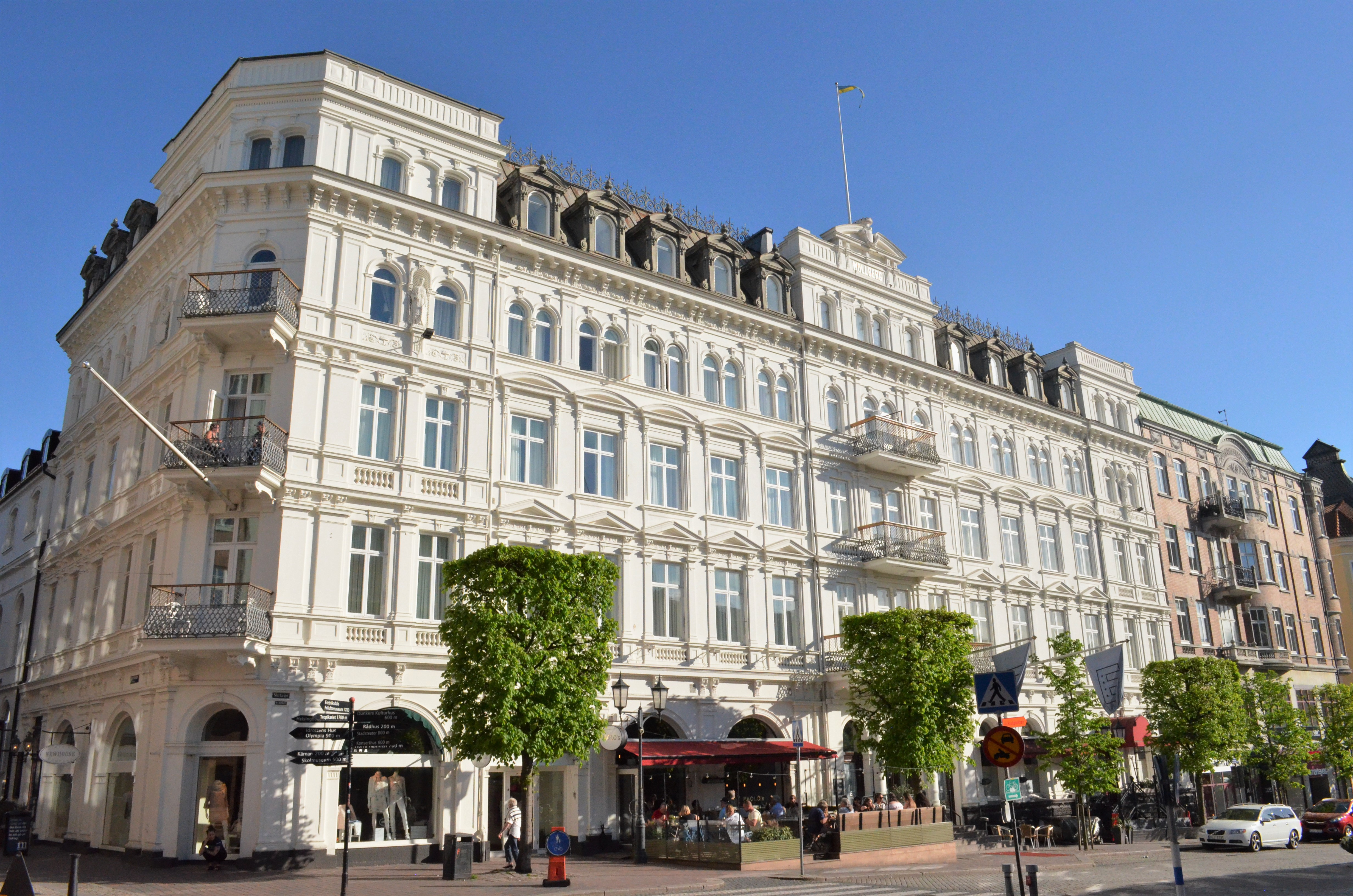
Hotellet sett från Konsul Trapps plats.
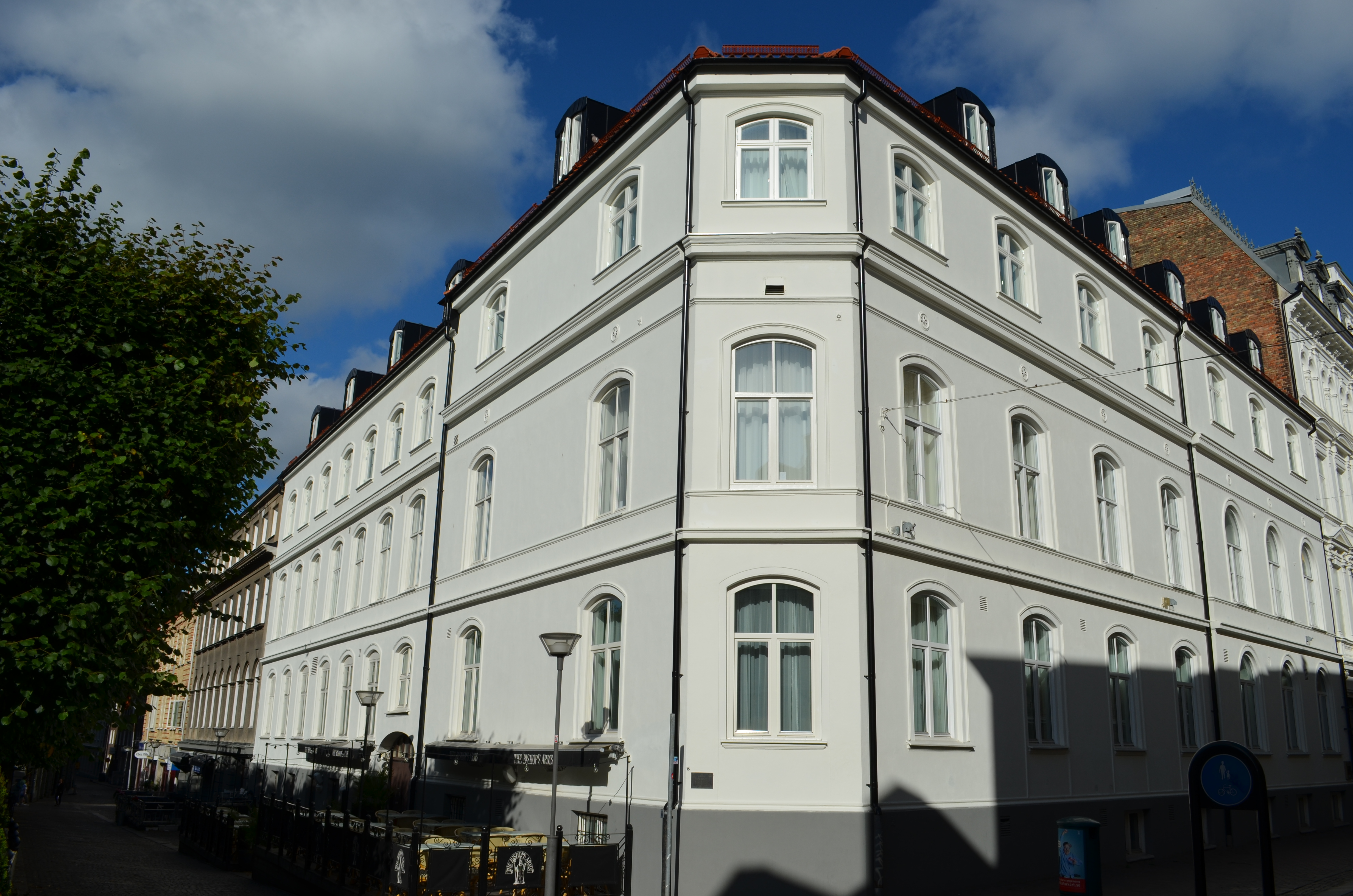
Den äldre delen mot Norra Kyrkogatan.
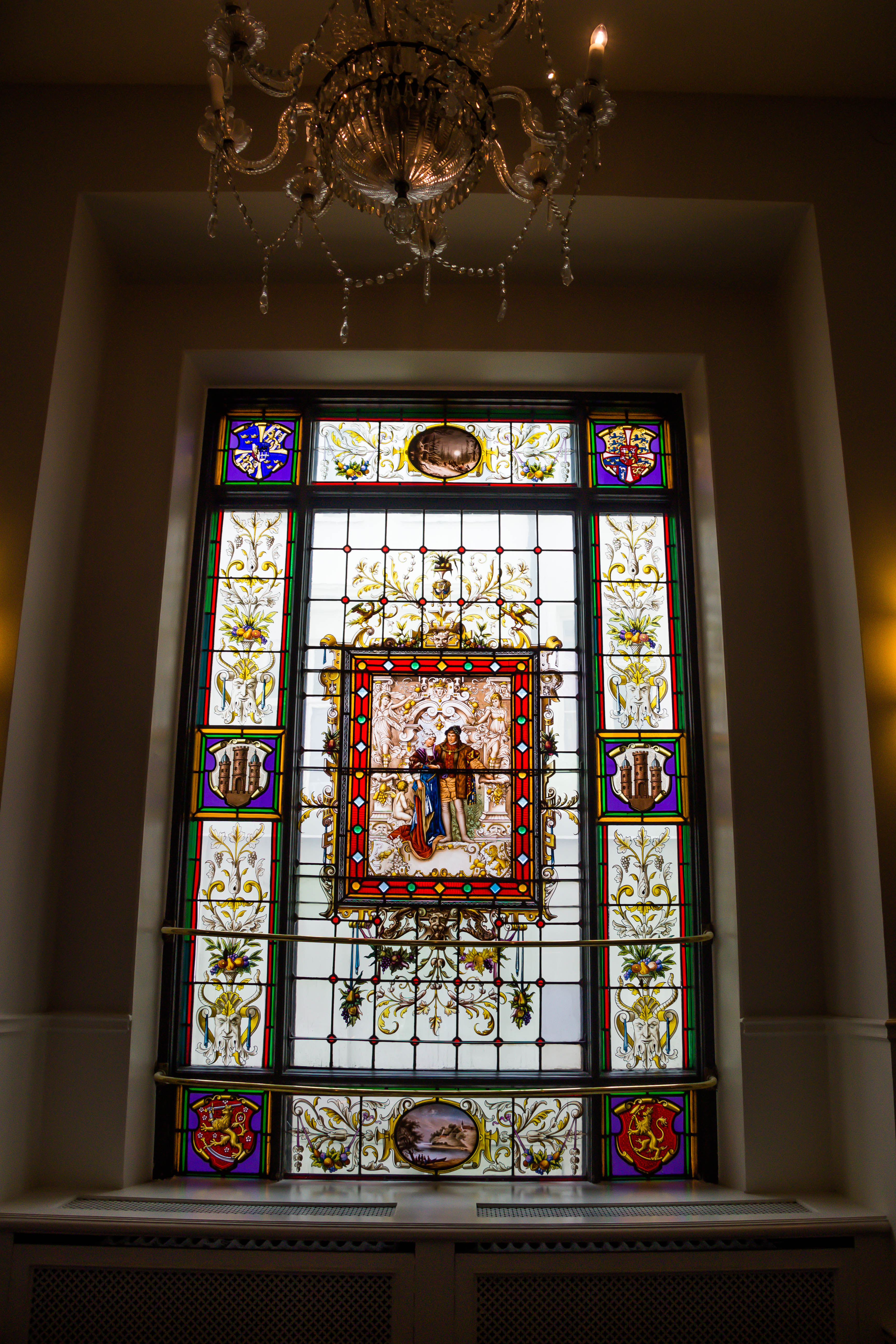
Glasmålning i centraltrappan.

## Historia

### Gästgiveriet fram till 1700-talet

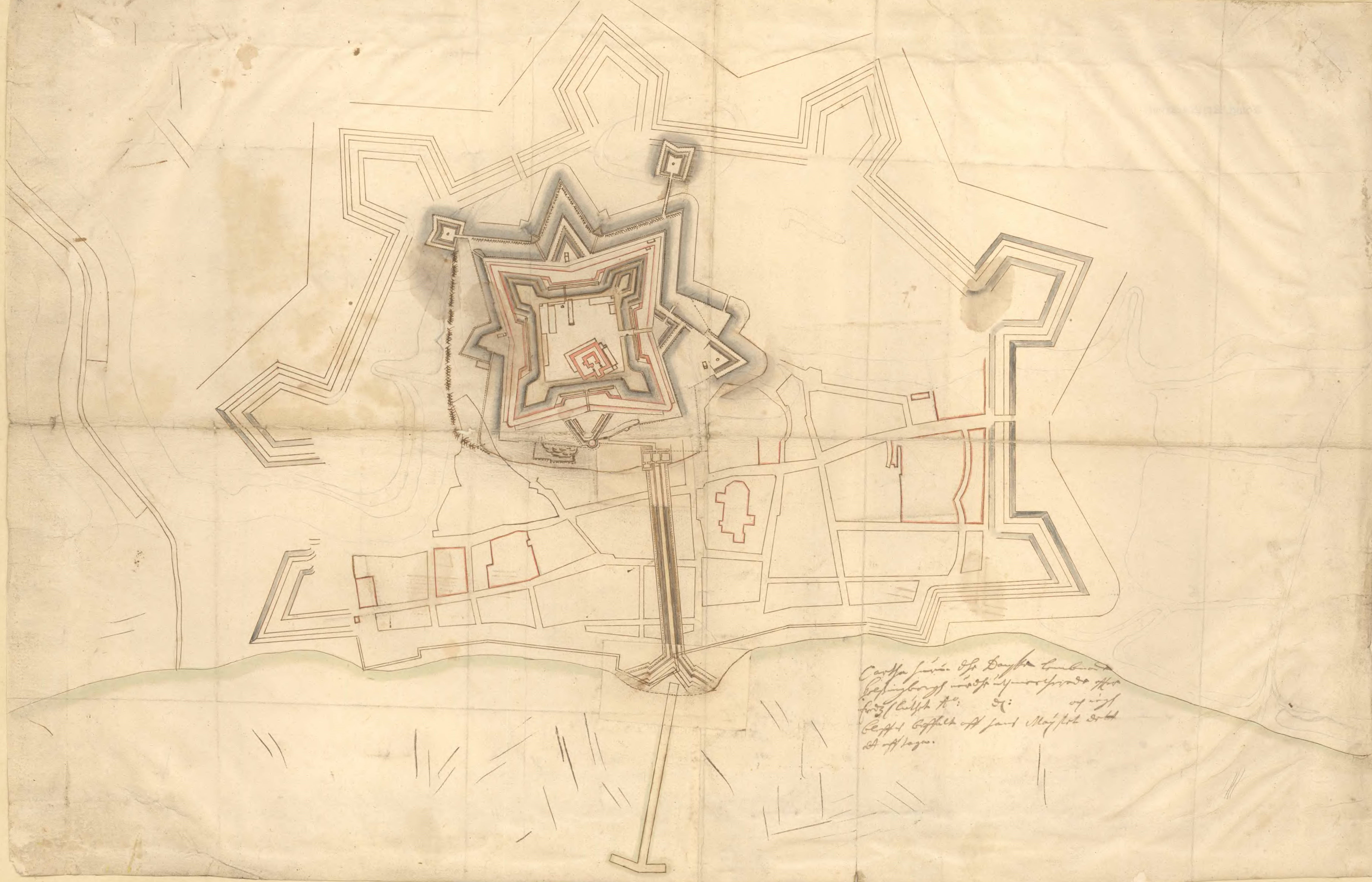
Karta som visar Helsingborgs tillstånd efter att de danska styrkorna lämnat staden 1679. Kvarstående stadsbebyggelse är markerad med en röd kantlinje. Ennes gästgiveri var beläget mellan försörjningslinjen och Mariakyrkan.

På medeltiden var den tomt som hotellet numera står på inte riktad mot norr och Stortorget, då detta inte anlades förrän 1692 till 1693, utan den var istället riktad mot söder, mot Sankta Maria kyrka och Norra Kyrkogatan. Denna gata var under den tidiga medeltiden den viktigaste gatan i staden. Detta berodde på att gatan var en förbindelse mellan de norra landsvägarna, som kom från Kullabygden respektive Ängelholm och längre norrut, och hamnen, varifrån varor fördes över till Danmark, vilket Helsingborg då var en del av. På grund av ett antal krig, särskilt under Skånska kriget (1676-1679), där hela stadsarkivet förstördes, har man inga äldre källor till vad byggnaden haft för funktion. Det äldsta bevarade dokumentet på att tomten nyttjats som gästgiveri kommer från 1639, där man kan läsa att tomten ägdes av vintapparen Johan Ennes. Men på grund av tomtens strategiska läge och långa historia som plats för ett gästgiveri är det troligt att det långt innan dess, kanske ända tillbaka till 1300-talet då strandstaden i Helsingborg började etableras, drevs ett gästgiveri eller någon liknande verksamhet på platsen. Under den danska tiden bör en sådan ha gått under benämningen landevejskro, alternativt færgegård ifall gården hade rätt av färja över resande över sundet. Det var för övrigt i Helsingborg som de första danska bestämmelserna för kungligt privilegierade värdshus (kroer) lagstadgades på ett danehof som hölls på Helsingborgs slott i mars 1283.
När Johan Ennes dog år 1658 tog hans son, Johan Ennes d.y., över verksamheten och man vet att han drev både gästgiveri och "källare", det vill säga servering, i byggnaden. Han erhöll den 23 augusti 1673 privilegium att ensam hålla öppen källare i Helsingborg för försäljning vin och främmande drycker. Ennes drev även en omfattande rederiverksamhet och antingen ägde eller var delägare i flera skepp och importerade själv vinet som han sålde i värdshuset från Frankrike. Verksamheten blev dock under denna tid ofta avbruten på grund av krig, men även strider över rättigheterna till tomten. Ett stort avbräck var Skånska kriget, då Helsingborg intogs av danskarna 1676 och senare även i slutet av juni 1678. Under den senare ockupationen hade de danska styrkorna inte resurser att befästa hela stadens fortifikationskrans, utan valde att koncentrera sina styrkor till befästningarna kring Kärnan. Till följd av detta rev de danska styrkorna ner stadens yttre fortifikationer och för att försäkra försörjningslinjen från vattnet rev man en stor del av stadens bebyggelse för att skapa en förskansad väg ner till hamnen. Dessutom rev man den övervägande delen av stadens resterande bebyggelse för att förse ett fritt skjutfält för försörjningslinjens vallar. Bland den förstörda bebyggelsen fanns Ennes gästgivaregård. 
Efter kriget flyttade Ennes 1679 till Landskrona, men han erhöll 1680 privilegium att för att inrätta två värdshus i Helsingborg, varför värdshuset bör ha återuppbyggts rätt snart efter fredsslutet. Ennes överlät 1692 värdshusprivilegiet på sin systerson, Willem Fahrenhusen (d.y.), som drev gästgiveriet fram till sin död 1702. Under dennes tid som ägare anlades 1693 Stortorget längs den plats där den danska försörjningslinjen drogs genom staden och gästgivaregården kom därmed att få tre fasader, mot Norra Kyrkogatan, Södra Storgatan, samt Stortorget. Fahrenhusen avled 1702 och driften av värdshuset övertogs så småningom av Johan Ennes son, Hans Ennes, som 1708 anges vara vinhandlare i Helsingborg. Efter Hans Ennes död 1709 förefaller gästgiveriet ha haft flera skiftande ägare under stor del av 1700-talet.

### Peter Mollberg och hotellet

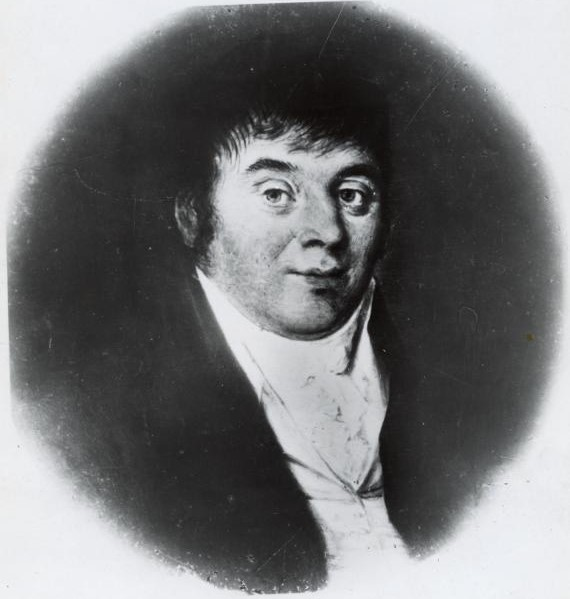
Peter Mollberg.

År 1767 köpte traktören Erik Johan Winström tomten och han drev här ett gästgiveri med servering fram till sin död 1795. Tomten köptes från Winströms stärbhus av hotellets namngivare, styrmannen Peter Mollberg, för 3 000 riksdaler riksgäld vid en offentlig auktion den 7 maj 1802. Vid tillfället för auktionen var Mollberg till sjöss och det var istället hans bror Fredrik som ropade in fastigheten. Denne drev vidare verksamheten, som under denna tid bestod av ett mycket enkelt gästgiveri utan speciell lyx. Vid denna tid låg hotellets huvudbyggnad mot Stortorget, i tomtens västra sida. Det var endast i en våning och bestod av fem huvudsakliga rum: salskammaren, förmaket, gula kammaren, blå kammaren och läskammaren, samt förutom dessa fanns ett rum i ett hus mot gården inrett för resande och ett rum i källaren kallat källarkammaren. Sedan fanns även "Mollbergs kammare" som troligen huvudsakligen användes som kontor, men som kunde hyras ut ifall alla de övriga rummen var upptagna.
Hotell hade börjat dyka upp i Sverige genom Bloms hôtel i Göteborg 1808, Nya Värdshuset i Malmö 1809 och Hôtel Göta källare i Göteborg 1812. Dessa kännetecknades oftast av högre standard än gästgiverierna och fler utrymmen för nöjen. Då verksamheten gick med god förtjänst lät Mollberg 1814 riva den existerande huvudbyggnaden och upprusta det gamla gästgiveriet i riktning mot ett modernt hotell. Den nya byggnaden var en putsad korsvirkesbyggnad i två våningar med källare och innehöll 13 gästrum, varav sju hade kakelugn och sex hade vanliga pottugnar. Byggnaden innehöll även en danssal, som då var stadens största, samt ekonomiutrymmen. Det var troligen i samband med denna upprustning som gästgiveriet döptes till "Hotel d'Mollberg" (alternativt "Hotel de Mollberg"), som ett av de första hotellen i Sverige. Av de ovannämnda hotellen är det också bara Mollbergs som fortfarande finns kvar.
Öster om huvudbyggnaden låg en korsvirkeslänga i en våning som innehöll ytterligare gästrum samt en restaurangsal och utskänkning. I samma byggnads fortsättning mot Södra Storgatan hystes kök, visthus, personalrum, brygghus, port, samt rum för gästers betjänter. Mot Norra Kyrkogatan vätte två korsvirkeshus. Ett var i två våningar innehållande stall med plats för kor och hästar samt ved- och fodermagasin i bottenvåningen och magasin och högälle på ovanvåningen. Det andra var huvudsakligen i en våning, men med en andra våning över en del av huset. I huset rymdes ytterligare bostadsrum. Från portar i dessa byggnader nådde man en innergård. Denna nåddes även från en vagnsport mot Lilla Torggatan. Dessa södra byggnader ersattes 1861 till 1862 av en tvåvåningsbyggnad i sten, som är den man ser än idag. Mollbergs privata bostad låg även inom fastigheten och var inredd med soffor, bord och stolar i mahogny, på väggarna hängde förgyllda pendelur, speglar, kopparstick med motiv ur Gil Blas, samt tavlor med sjöslagsmotiv. Mollberg hade även ett golvur tillverkat av urmakaren Elias Modewig i Helsingborg.
Under Mollbergs tid kostade ett eldat rum 1,24 riksdaler och tillhörande ljus 24 skilling. För en middag fick man betala 1,50 riksdaler och för aftonmat 36 skilling. En porter kostade 1 riksdaler medan en flaska rödvin från Rhendalen eller en flaska portvin kostade 3 riksdaler. En flaska konjak gick för 2 riksdaler och en grogg gick för 25 skilling. Ur hotellet drev Mollberg även en mycket lönsam skjutsrörelse, något som borde varit en rest från tiden som gästgiveri, då Sverige vid denna tid inte hade någon diligens. I inventarieförteckningen för hotellet kan man läsa att hotellet förfogade över fyra berlinare: en gulmålad, en stor engelsktillverkad, ytterligare en större, samt en fyrsitsig; sex holsteinervagnar: en grönmålad, två med sufflett, en utan sufflett, en tresitsig, samt en av äldre modell; fyra schäser, två kalescher och slutligen två resvagnar. I fransmannen Alexandre Daumonts reseskildring av Sverige Resa i Sverige år 1830 återberättar han hur Mollberg, för att sälja in sina vagnar åt honom, räknade upp vilka förnäma personer som tidigare ägt vagnarna till vilket Daumont noterar:
| ” | Om jag låtit honom fortfara, tror jag säkert att han velat inbilla mig att den vagn som Karl XII begagnade vid Poltava fanns med i denna rara samling. Av kristlig skyldighet skyndade jag att avbryta honom mitt i hans beskrivning med den underrättelsen att min kassa ej tillät mig att sträcka mina anspråk högre än på sin höjd till en simpel jaktvagn. | „ |

Med stadens största danssal blev Mollbergs en naturlig samlingspunkt för fester och nöje i staden. Hotellet blev också värd för flera namnkunniga personer från denna tid som var på genomresa genom staden. Den 3 augusti 1812 övernattade den franske exgeneralen Jean Victor Marie Moreau på hotellet. Året därpå bodde den österrikiske ministern, Adam Albert von Neipperg, med följe på hotellet mellan den 3 och 16 mars och i september samma år gästade generalamiral Johan af Puke med stab. Andra framstående gäster var Magdalena Rudenschöld vid hennes återkomst till Sverige 1813, samt skalden Esaias Tegnér 1814. När hertigen av Cumberland, senare kungen av Hannover, Ernst August, passerade genom staden på väg till Stralsund serverades han på Hotell Mollberg.

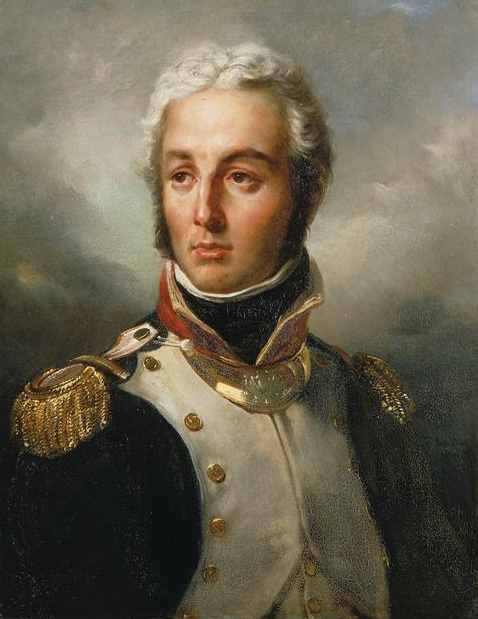
Jean Victor Marie Moreau.
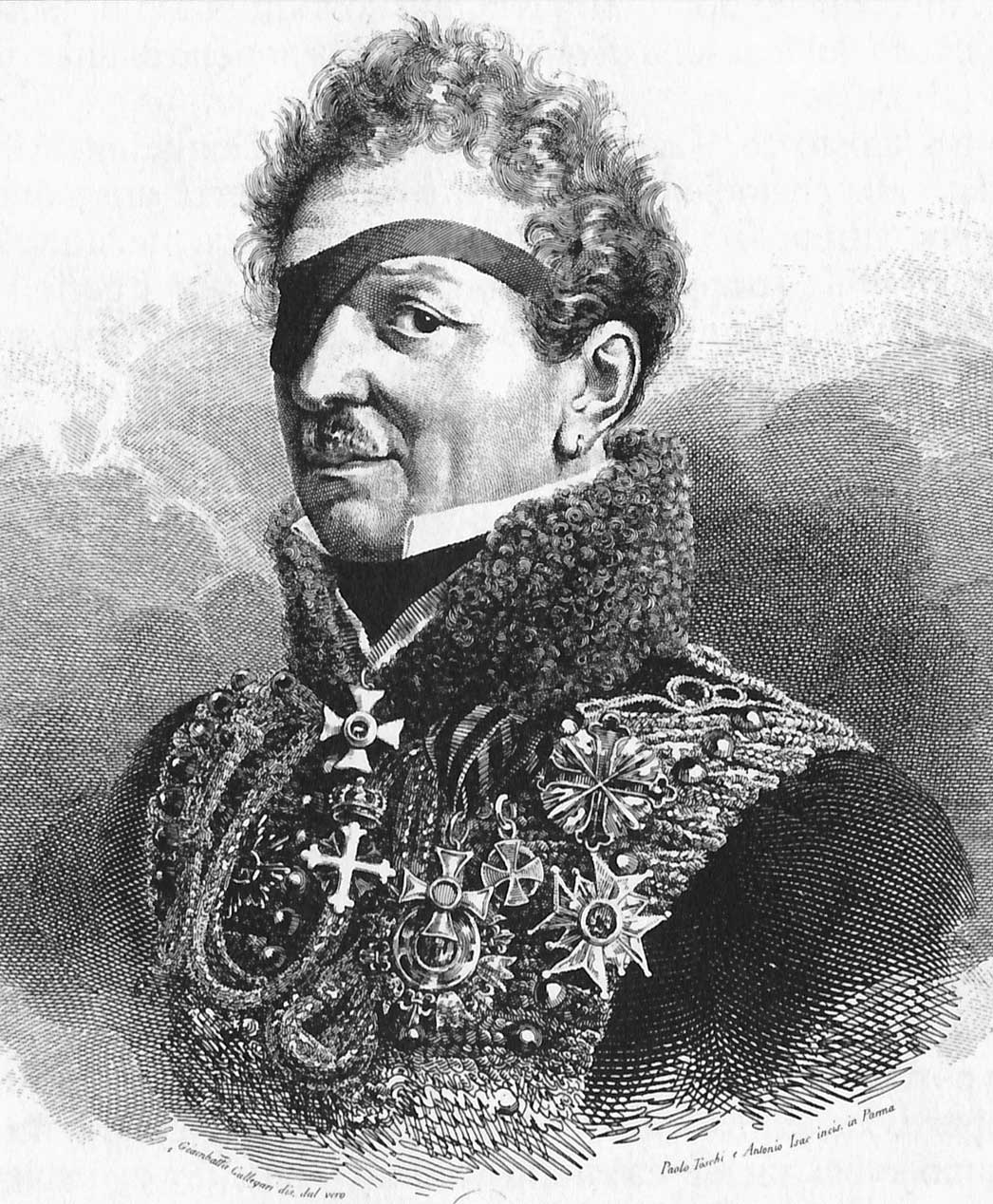
Adam Albert von Neipperg.
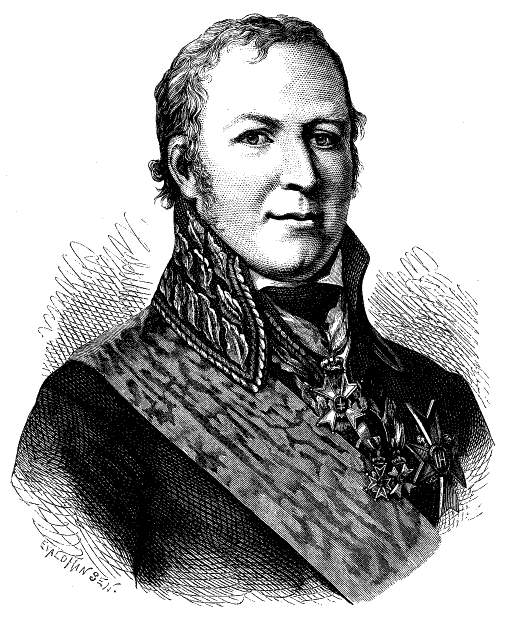
Johan af Puke.
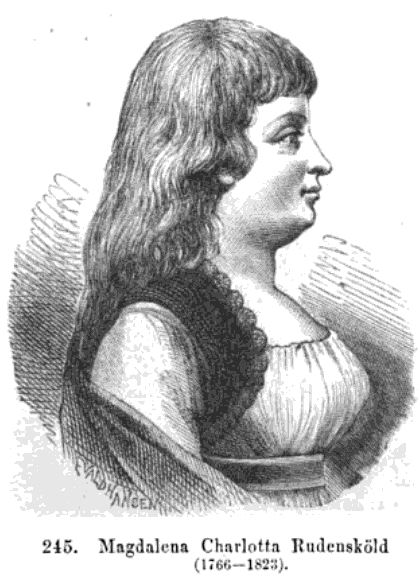
Magdalena Rudenschöld.
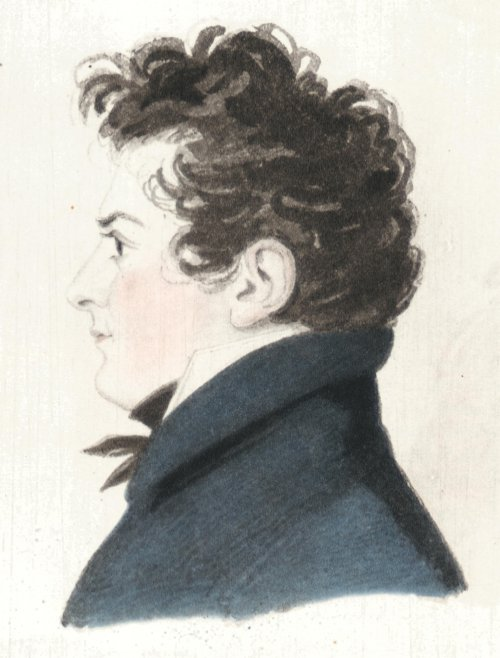
Esaias Tegnér.
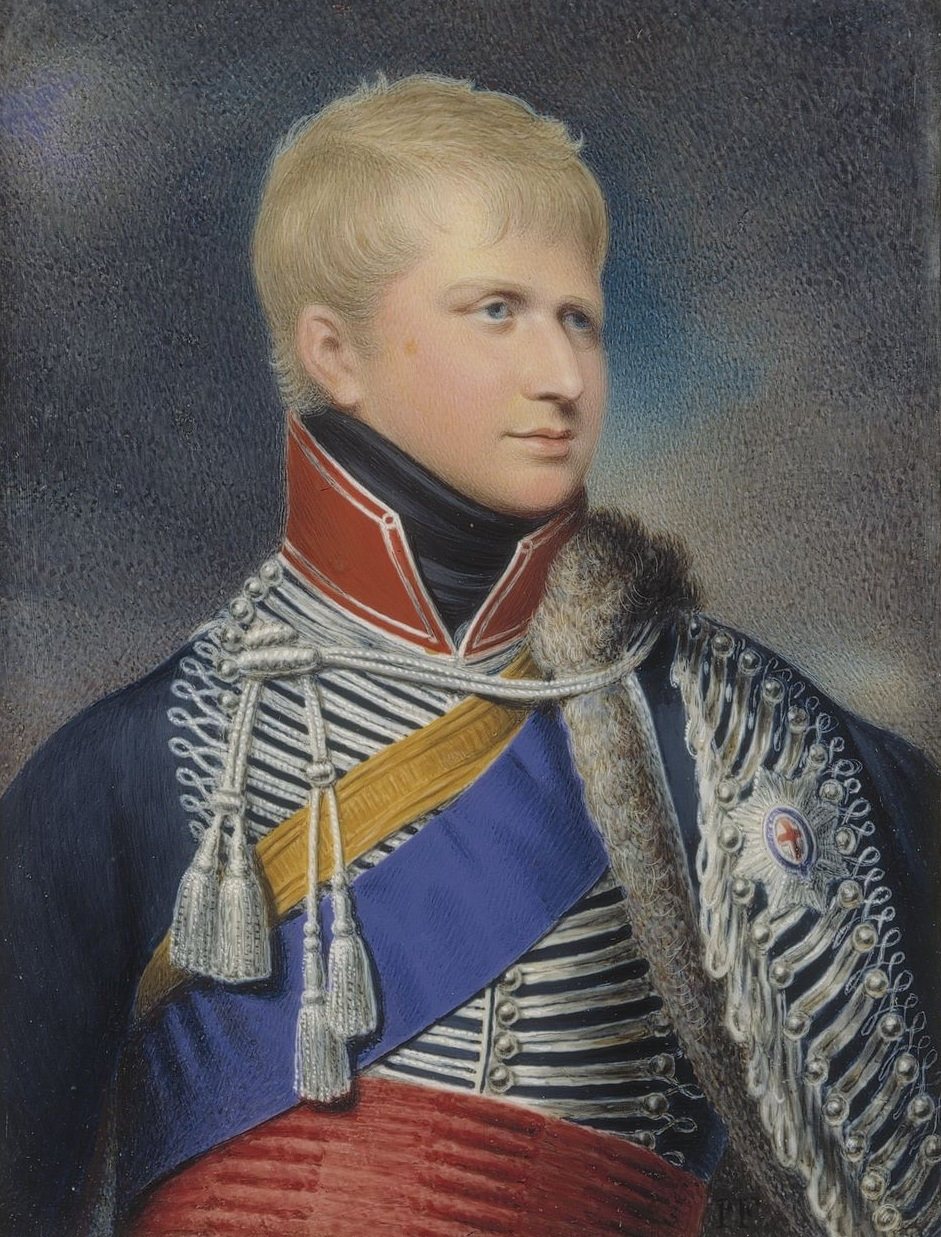
Ernst August av Hannover.

För att förse hotellet med de lantbruksprodukter som behövdes ägde Mollberg kronoskatterusthållshemmanet nr. 1 i Vallaröd i Norra Åsbo härad, som tillgodosåg verksamheten med bland annat smör, ost och ägg. Mollberg och hans hustru, Beata Maria (född Giertz), skänkte all sin lösa egendom, likvida medel, samt utestående fordringar till sin enda dotter, Fredrique Beata, och hennes make, ryttmästare Carl Harald Follin, då de "icke längre vilja besväras av de omsorger som en vidlyftig hushållning oundvikligen medför". De sålde även gästgiveriet till svärsonen, även om Mollberg fortsatte driva verksamheten fram till sin död 1834.

### Hotell Mollberg under mitten av 1800-talet

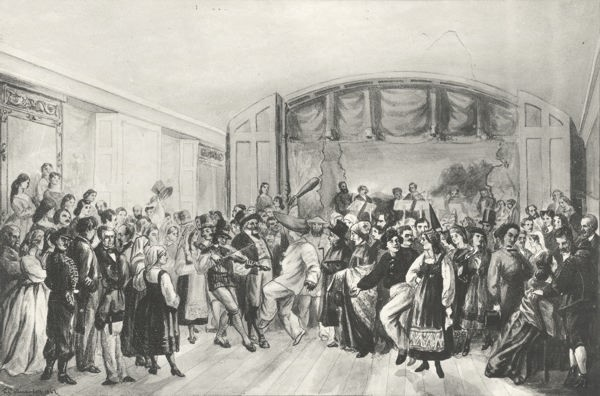
Hantverkarnas bal på Hotell Mollberg 1867.

Efter Mollbergs död sålde Follin 1834 vidare hotellet till Isak Bergström från Lund (far till Per Axel Bergström). Vid denna tid var alla byggnader gulmålade. Bergström behöll namnet Hotel de Mollberg och drev hotellet fram till sin död den 7 februari 1860. Enligt utsago var Bergström en mycket gästvänlig man och skulle ha låtit anordna en lucka i ett av bottenvåningens fönster mot torget där stadens nattvakt kunde finna lite tilltugg med tillhörande sup. På 1850-talet hade Helsingborg, förutom Hotell Mollberg, ytterligare två större hotell: Hotell Munthe, även det vid Stortorget där nuvarande Grand Hotel står, samt Hotel Öresund på Norra Strandgatan. Förutom denna fanns också ett antal mindre hotell. 
Efter Bergströms död drevs hotellet under en kort period vidare av dennes maka Johanna Bergström. Hon sålde i augusti 1860 hotellet till vagnmakarmästare Olof Andersson och snickarmästare Nils Strömberg för 50 000 riksdaler, att övertas från och med den 1 april 1861. Som finansiär hade de två bakom sig possessionaten Nils Persson Nordin. Andersson och Strömberg lät tillsammans med Nordin rusta upp hotellet genom att 1861–1862 uppföra en ny tvåvåningslänga i tomtens östra ände, från Stortorget, längs Södra Storgatan och runt till Norra Kyrkogatan, som ersatte de äldre korsvirkeslängorna i en till två våningar. Nordin verkar rätt snart efter köpet ha blivit ensam ägare för hotellet då han stod som ensam säljare vid nästkommande ägarbyte. Enligt denna utsago ska han ha betalat 130 000 riksdaler för hotellet. Nordin stod dock inte själv för driften, utan utarrenderade hotellet till den danske överkyparen Anton Julius Christensen.
Hotellet var redan vid denna tid Helsingborgs mest exklusiva nöjesinrättning. I den nya byggnaden inrymdes en ny och större sällskapssal som användes för både baler, teaterföreställningar och musikkonserter. I resehandboken Sverige. Illustrerad handbok för resande och derjemte ett minne för dem som besökt landet från 1866 angavs att Hotell Mollberg var det bästa matstället i Helsingborg. I samma skrift anges att ett rum åt gatan kostade 2,50 riksdaler, kaffefrukost kostade 67 öre, ljus kostade 67 öre och uppassning kostade 50 öre.

### Louis Goetze och det moderna hotellet

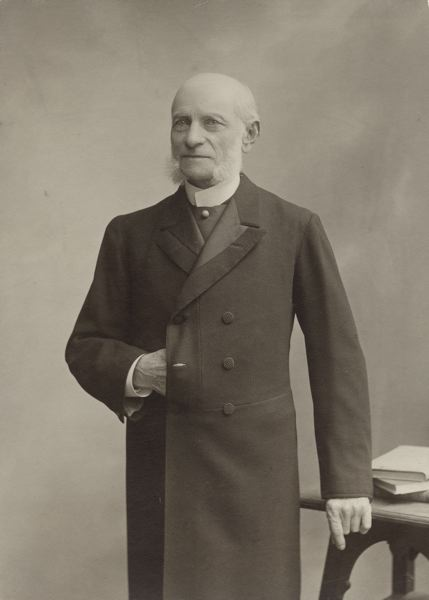
Louis Goetze.

Den 1 april 1865 övertog den preussiskfödda krögaren Louis Goetze driften av hotellet och Anton Julius Christensen började istället bedriva en vin-, cigarr- och delikatesshandel, belägen i hotellet. Goetze hade tidigare varit hovmästare på det anrika Hotel Phoenix i Köpenhamn. I augusti 1870 övertog Goetze även ägandeskapet av Mollberg från N.P. Nordin för en köpesumma av 93 000 riksdaler. I takt med att Helsingborg under industrialismen växte sig allt större ökade både behovet av gästrum i staden, liksom konkurrensen mellan hotellen. Som svar på detta lät Goetze 1873 utvidga hotellet så att det inrymde uppemot 60 gästrum genom att uppföra en ny tvåvåningsbyggnad mot Norra Kyrkogatan. Arkitekt för denna utbyggnad var byggmästare Frans August Lundgren. Detta visade sig dock inte vara tillräckligt, då nya och mer moderna hotell började uppföras genom Hotell d'Angleterre i tre våningar 1875 (uppfört av tidigare ägaren av Hotell Mollberg, snickarmästaren Nils Strömberg) och Hotell Continental i fyra våningar plus mansardvåning 1884. År 1884 påbörjade Goetze därför byggandet av en ny tidsenlig huvudbyggnad i avsevärt större skala än de tvåvåningshus som hotellet bestått av fram till dess. Som arkitekt anlitade han stadsarkitekten Mauritz Frohm som även ritat både Hotell d'Angleterre och Hotell Continental.

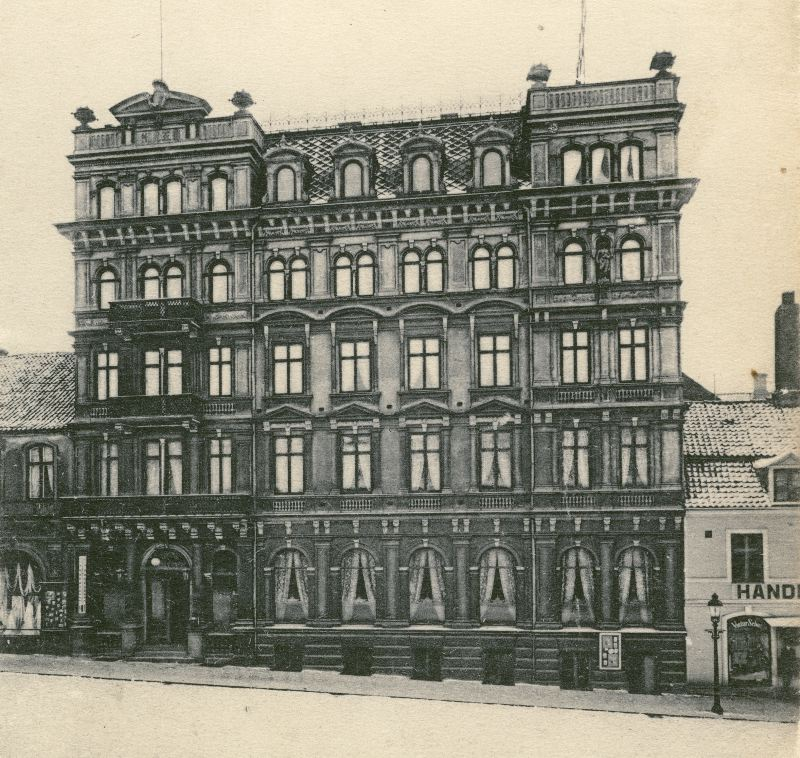
Nybyggnaden före östra flygeln färdigställdes.

Den nya byggnaden i fyra våningar plus mansardvåning ersatte Peter Mollbergs tvåvåningsbyggnad från 1814 i tomtens västra ände och var tänkt som första etappen i en större byggnad där Strömberg och Anderssons byggnad från 1861–1862 i dess östra sida skulle moderniseras vid ett senare skede. Den uppförda byggnaden kom därför att ha ett asymmetriskt utseende med den tänkta fullständiga byggnadens mittaxel i sitt östra hörn. Stilmässigt anslöt den nya byggnaden sig till den nyrenässansstil som var förhärskande vid denna tid, i synnerhet i Helsingborg genom Mauritz Frohms försorg. Dess rika dekorationer och branta tak med smide på taknocken tog särskilt inspiration från den franska renässanstraditionen. Byggmästare var återigen Frans August Lundgren, men då Goetze önskade att själv driva bygget var det inte på full entreprenad. Snickeriarbeten utfördes av P. Lindell, medan fönsterarbetena gjordes av glasmästaren och förgyllaren August Nordström. Dekorationsmålningarna utfördes av Axel Holm och för inredningsdetaljer som sängar, soffor, gardiner och mattor stod J. Strömberg, alla från Helsingborg. Marmor, sten och kakelplattor levererades av firman Bönnelycke & Thuröe i Malmö.
Goetzes nybygge invigdes den 15 juli 1886. I bottenvåningen inrymdes en stor och påkostad restaurang och ett kafé, båda rikligt dekorerade. Kaféet låg ut mot Stortorget med sex stora rundbågiga fönster mot utsidan och på väggarna fanns två stora trymåer. I övrigt var väggarna utsmyckade med marmorpilastrar, golvet klätt med parkett och taket dekorerat i italiensk renässansstil. Matsalen låg innanför kaféet och hade liksom den parkettgolv och därutöver ett boaserat kassettak med japanska målningar. Väggarna var klädda i marmor och på en av dem hängde en stor bred trymå och ur en annan spegelförsedd porlade en mindre fontän. Båda lokalerna var rikligt utsmyckade med stuckaturer och förgyllningar. Innanför den större matsalen fanns en ytterligare något mindre matsal och mot gården fanns en veranda för kaffeservering. Efter nybygget hyste hotellet totalt 76 gästrum.
Samma år som det nya hotellet färdigställdes undersökte det engelska hotellbolaget Tavistock Hotel Company som tidigare köpt Hôtel du Nord i Köln, möjligheten att köpa upp några av Sveriges största hotell. Företagets agent gjorde anbud på Grand Hôtel i Stockholm, Grand Hotel Haglund i Göteborg, Hotell Kramer i Malmö, samt Hotell Mollberg i Helsingborg. Goetze begärde 25 000 pund för hotellet (motsvarande ungefär 42 miljoner kronor i 2020 års penningvärde), men bolaget antog inte erbjudandet.
En tragisk händelse utspelade sig på hotellet 1887 när den sjuklige konstnären Hugo Birger den 17 juni avled på sitt hotellrum av så kallad galopperande lungsot, efter att bara tre dagar tidigare ha återvänt till Sverige från Paris. Birger åtföljdes av sin hustru Mathilda och läkaren Axel Munthe. Dagen för sin död var Birger i sällskap av sin hustru och hade druckit några glas champagne för att ångesten skulle släppa. Vid 11-tiden lämnade Mathilda rummet för en stund och Munthe skriver att Birger "började sjunga en fransk chanson med sin tunna röst och lyfte sitt glas. Sedan orkade han inte mer. När Mathilda återkom var han död”.

### Lars Virgin och färdigställandet av huvudbyggnaden

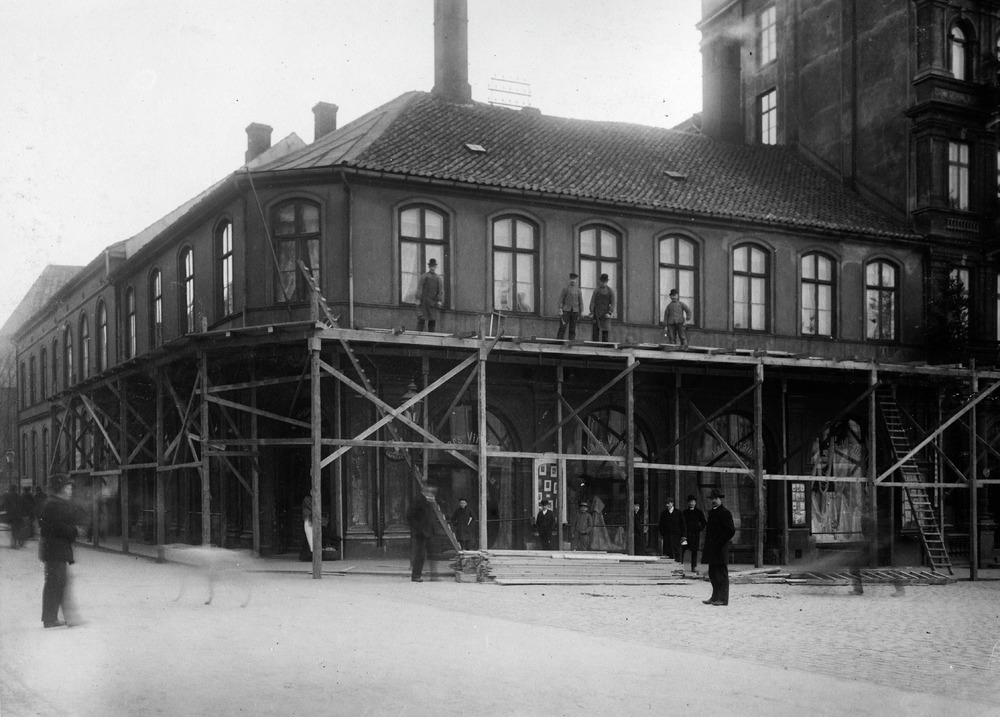
Östra flygeln under tillbyggnad.

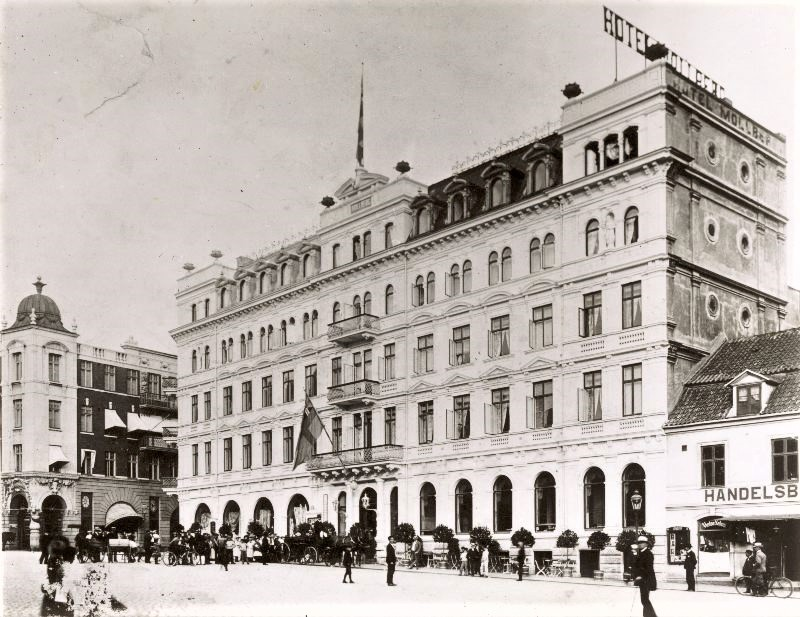
Det färdigställda hotellet.

I februari 1894 sålde Goetze hotellet till grosshandlaren och konsuln Lars Virgin för en köpesumma av 300 000 kronor (motsvarande ungefär 22 miljoner kronor i 2020 års penningvärde). Virgin drev redan sedan 1878 sitt tygvaruhus Nya Väfnadshandeln (senare Textilbolaget) i Mollbergs fastighet, på hörnet Södra Storgatan-Norra Kyrkogatan. Hotellet arrenderade Virgin från den 1 oktober 1894 ut till den tidigare hotelldirektören vid Hotell Continental, Frans August Nelson, över en period på tio år för 15 000 kronor per år. Efter köpet anlitades arkitekten Alfred Hellerström för att utföra en ombyggnad som inredde bottenvåningen i den gamla tvåvåningsbyggnaden ut mot torget till butikslokaler för Virgins tygvaruhus som innebar att man slog upp stora rundbågiga fönster ut mot Stortorget.
Huvudbyggnaden var fortfarande ofullbordad vid sekelskiftet, men en tillbyggnad hade länge varit planerad och 1903 presenterade Virgin planer på tillbyggnad av hotellet. Dessa var ursprungligen väldigt ambitiösa. Det spekulerades i att Virgin skulle köpa upp Skånska Handelsbankens hus bredvid hotellet och utöka det så att det omfattade hela kvarteret. Virgin själv angav att han vid det tillfället inte hade några planer på att köpa upp bankhuset, men att han däremot ämnade att tillbygga den två våningar höga östra flygeln så att den kommer upp i samma höjd som Goetzes byggnad. Dessutom presenterade han planer på att riva byggnaderna mot Mariakyrkan (utmed Norra Kyrkogatan) och återuppföra dessa i en helt ny gestalt, vilket skulle innebära en fördubbling av antalet rum. Bygget skulle dock inte kunna ta sin början förrän efter att Nelsons arrende upphört den 1 oktober 1904. Medan planerna för utbyggnaden fortskred slöts ett avtal med en ny arrendator för hotellet, Oscar Sonesson, som närmast varit hotelldirektör för Hotell Munthe.
I samband med att Sonesson övertog driften av hotellet genomförde han en omfattande inre renovering, utförd av byggmästare Anders J. Wilson. Trappuppgången kläddes med brysselmattor och de tidigare slipade fönstren ersattes med glasmålningar, kaféet utökades och öppnades upp mot den övriga matsalen, vilken i sin tur fräschats upp och försetts med en ny stor ljuskrona och elektriska lampor vid varje bord. Tak, pelare, och väggar var färgade i vitt, guld och crême och möblemanget i mahogny. Den så kallade Lilla matsalen utökades genom att man slog ihop med ett anknytande rum och glasverandan mot gården inreddes som vinterträdgård. Även gästrummen rustades upp och fick helt nytt möblemang samt elektrisk belysning, ett arbete som fortgick löpande efter att bygget var avslutat i mån av att rummen blev tillgängliga. Hela ombyggnaden uppskattades kosta omkring 200 000 kronor.
Året därefter genomförde Virgin sin planerade tillbyggnad. Varken omdaningen av byggnaderna mot Norra Kyrkogatan eller uppköpet av grannfastigheten kom att genomföras i detta skede, men uppförandet av den östra flygeln utfördes enligt den ursprungliga planen. Den nya byggnaden uppfördes i samma stil som Frohms huvudbyggnad från 1886, men de stora rundbågiga butiksfönstren från den äldre byggnaden bevarades, vilket gav dessa ett annat utseende än de i huvudbyggnaden. Den nya tillbyggnaden rymde ytterligare 45 gästrum och telefoner installerades nu i alla hotellens rum. I samband med tillbyggnaden utökades också Stora festsalen genom att man slog samman den med några omgivande rum och den inreddes med ljusa gula väggytor med guldinramningar och stora förgyllda speglar. I taket hängde en "kolossal" kristallkrona. I anknytning till festsalen inreddes även ett rök- eller spelrum samt två sällskapsrum. Hela hotellet blev genom ombyggnaden också centraluppvärmt. Kostnaden för denna etapp var runt 250 000 kronor Tillbyggnaden inkluderade även hotellets första hiss.

### Hotellet under 1900-talet
I och med ombyggnaden höjdes arrendet för Sonesson enligt avtal successivt, från 20 000 kronor första året, till 28 000 kronor första året, för att slutligen uppgå till 35 000 kronor. Sonesson ska enligt uppgift ha varit en mycket hängiven ägare och kunde varje dag ses i matsalen iförd smoking och vita glacéhandskar. Lars Virgin avled 1906 och ägandeskapet av hotellfastigheten övertogs av hans änka, Amalia Virgin. År 1924 genomfördes ännu en upprustning av hotellet rum, denna gång för att möta den kommande konkurrensen från det planerade Grand Hotel (invigt 1926). Samtidigt uppförde Amalia Virgin ett nytt trevåningshus mot Norra Kyrkogatan i fastighetens västra sida. Hotelldirektör vid denna tid var Ernst Olsson.
Hotellet övertogs 1945 av Bo Leffler. Under Lefflers ledning kom Mollberg att få Sveriges första casino efter att casinoverksamhet hade legaliserats 1950. Leffler ska även ha börjar använda balkongen ovanför huvudentrén i anknytning till festvåningen som hyllningsbalkong, där framstående gäster kunde hälsa allmänheten. År 1955 hölls H55-utställningen och inför denna installerades toaletter på alla hotellrum. Efter Leffler hade hotellet återigen flera skiftande ägare fram till att det köptes av Elite Hotels 1990.

## Kulturhistorisk klassificering
I Helsingborgs stads bevarandeprogram för stadskärnan från 2002 klassas huvudbyggnaden ut mot Stortorget som "särskilt värdefull bebyggelse" enligt dåvarande Plan- och bygglagen (3:12§). Både den lägre flygeln vid hörnet mellan Södra Storgatan och Norra Kyrkogatan från 1860-talet och de något högre byggnaden längre västerut på Norra Kyrkogatan från 1920-talet klassas som "bebyggelse av kompletterande värde". I detaljplanen för fastigheten Mollberg 1 från 1999 ges alla byggnader samma kulturmärkning, "q", med anmärkningen "Ändring av en byggnad får inte förvanska dess karaktär eller anpassning till omgivningen. Ny bebyggelse skall utformas med särskilt hänsyn till omgivningens egenart. Byggnad får inte rivas."